# 가미카와역
가미카와역(일본어: 上川駅)은 일본 홋카이도 가미카와 군 가미카와 정에 위치한 홋카이도 여객철도 세키호쿠 본선의 철도역이다. 역 번호는 A43이며, 단선 · 섬식의 형태를 합친 2면 3선 구조의 복합 승강장을 갖춘 지상역이다.

## 역 주변
- 가미카와 정청
- 국도 제39호선

## 역사
- 1923년 11월 15일 : 일본국유철도의 역으로서 개업. 일반역.
- 1947년 : 소운쿄산린(層雲峡山林) 철도 개업.
- 1952년 : 소운쿄산린 철도 폐지.
- 1962년 8월 31일 : 역사 개축.
- 1968년 7월 25일 : 보조 컨테이너 기지 설치.
- 1984년 2월 1일 : 화물 및 소화물 취급 중지.
- 1987년 4월 1일 : 일본국유철도 분할 민영화에 따라 홋카이도 여객철도가 승계.
- 1999년 4월 1일 : 역 렌터카 영업소 영업 개시.
- 2008년 11월 : 역 앞 주변 구획 정리 사업의 일환으로서 역사 개보수.
- 2013년 3월 31일 : 역 렌터카 영업소 영업 종료.

## 인접 역
| 세키호쿠 본선                  | 세키호쿠 본선   | 세키호쿠 본선              |
| ------------------------------ | --------------- | -------------------------- |
| 안타로마 A41 신아사히카와 방면 | ■ 세키호쿠 본선 | 시라타키 A45 아바시리 방면 |

- 나카코시 신호장과의 사이에는 덴마쿠(天幕) 역이 있었으나 2001년 7월 1일 폐지되었다.